# マイク・セルノヴィッチ

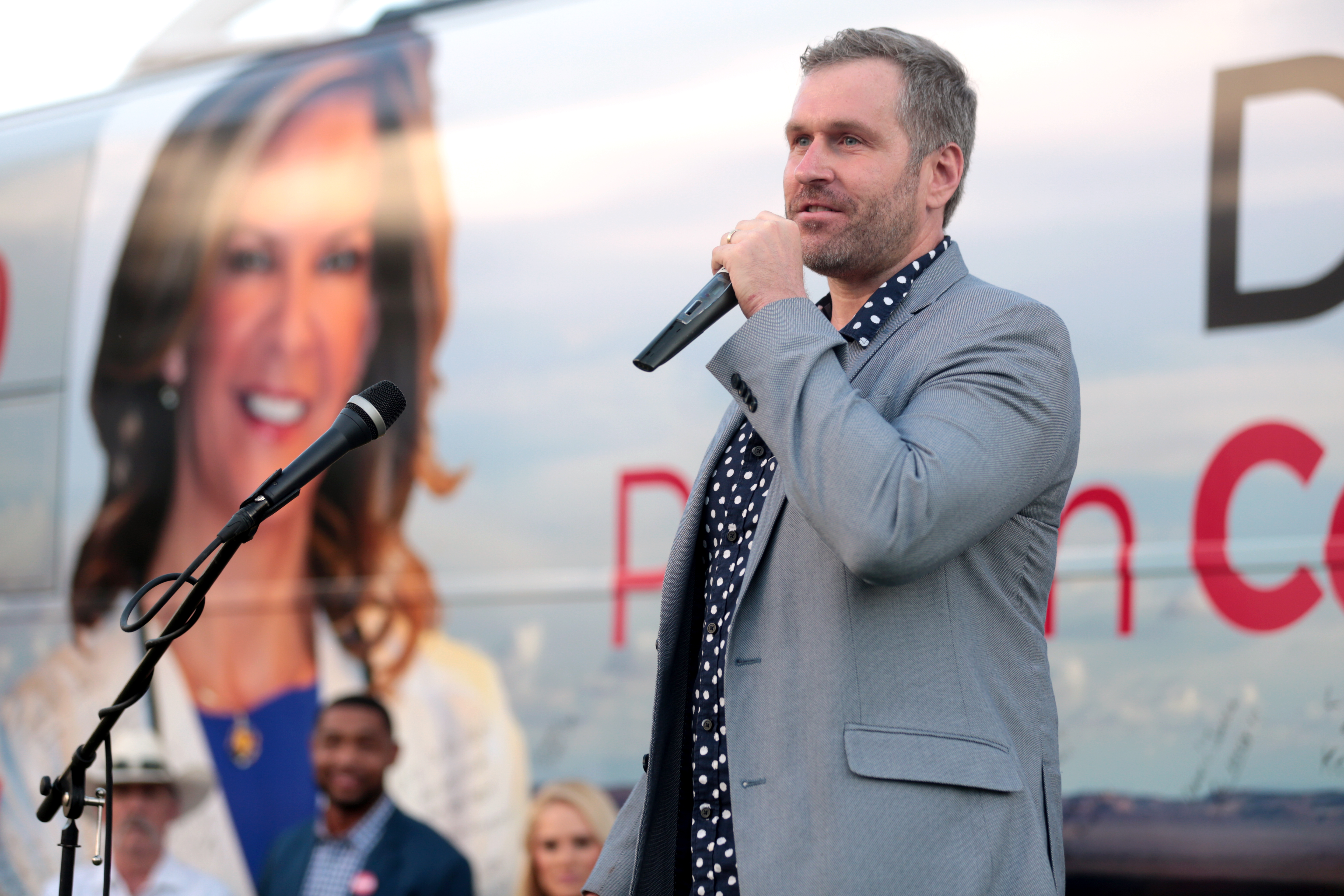
選挙で応援演説をするセルノヴィッチ

マイク・セルノヴィッチ（英: Mike Cernovich、1977年11月17日 - ）はアメリカのオルタナ右翼のソーシャルメディアのパーソナリティ、作家そして陰謀論者である。彼は「新右翼」と「アメリカのナショナリスト」を自称している。セルノヴィッチのウェブサイト「危機と策略」（Danger & Play）は2012年に開設された。このウェブサイトは最初は主に男性の社会的地位の向上にかんする内容で知られていた。2016年のアメリカ大統領選挙期間中、このウェブサイトは大いに親ドナルド・トランプかつ反ヒラリー・クリントンの政治的なブログになっていった。
セルノヴィッチは定期的に陰謀論を宣伝している。例えば、ヒラリー・クリントンや他の民主党の高官はワシントンD.C.のピザ店の地下にある小児性愛組織に参加しているといった陰謀論を唱えている。セルノヴィッチは現在はウェブサイト「インフォ・ウォーズ」（InfoWars）が配信しているラジオ番組「アレックス・ジョーンズ・ショー」のレギュラー司会者を務めている。この番組はしばしば右翼の陰謀論を宣伝している。
『ニューヨーク・タイムズ』の「オルタナ右翼のアジア系フェティッシュ」という記事によると、黒人男性ジョージ・フロイド死亡事件の加害者であるデレク・ショーヴィンの妻がモン (Hmong) 系アメリカ人だったように、「白人男性のナショナリストは、アジア系女性を（性的に）好む傾向がある」という。オルタナ右翼のソーシャルメディアパーソナリティであるセルノヴィッチ、『デイリー・ストーマー』創設者のアンドリュー・アングリン、国家政策研究所所長のリチャード・B・スペンサーなどはアジア系女性と交際・結婚している。特に、リチャード・B・スペンサーは「アジア系には何かがある。可愛いし、頭もいいしね」と述べており、白人がそれ以外の人種より優れているという白人至上主義・反多文化主義を掲げ、非白人の排斥を叫ぶオルタナ右翼が「アジア系女性を好む」のは奇妙であるが、『ニューヨーク・タイムズ』によると「そこに矛盾はない」という。